# AT-X
AT-X – japoński nadawca telewizyjny z główną siedzibą w tokijskiej dzielnicy Minato, powstały 26 czerwca 2000. Wcześniej, w grudniu 1997 rozpoczęto nadawanie stacji telewizyjnej pod nazwą DirecTV, która przemianowana została na AT-X bezpośrednio po powstaniu firmy.